# Baldur’s Gate II: Shadows of Amn
A Baldur's Gate II: Shadows of Amn egy számítógépes szerepjáték, amelyet a BioWare fejlesztett és az Interplay Entertainment adott ki 2000-ben. Az 1998-as Baldur's Gate folytatása, amely elődjéhez hasonlóan a Forgotten Realms világában játszódik, és az Advanced Dungeons & Dragons második kiadásának szabályain alapul. Az Infinity Engine névre hallgató izometrikus felülnézeti grafikus motor hajtotta, akárcsak az Interplay korabeli hasonló szerepjátékait. A játékos egy saját karaktert és öt csapattársat irányíthat.
A történet jelentős része Athkatla városában játszódik, mely a címbeli Amn birodalmának egyik városa. Az előző rész történetét folytatja a játék, amelyben a főhős különleges származása felkelti Jon Irenicusnak, az erős és veszedelmes mágusnak a figyelmét. A cselekmény főként főhősünk és Irenicus különféle találkozásain és összecsapásain alapul.
A játék fejlesztése szinte az első részt követően azonnal, 1999 januárjában megkezdődött. A rajongók, a kritikusok véleményei és saját tapasztalataik alapján finomhangolták a programot: a felbontást 800x600-ra növelték, és immár támogatta a játék a 3D gyorsítást. Mivel a grafikus motor fejlesztésének nem kellett párhuzamosan zajlania, a csapat minden erejét a játéknak szentelhette.
A Baldur"s Gate II-t jól fogadta a kritika és minden idők legjobb videojátékai között tartják számon. 2000-ben számos Év Játéka-díjat nyert, és több mint kétmillió példányban fogyott el. Egy kiegészítő, a 2001-es "Baldur's Gate II: Throne of Bhaal" jelent meg hozzá, amely lezárta a történetet. 2013-ban "Baldur's Gate II: Enhanced Edition" címmel megjelent a remaster változat is. 2023-ban jelent meg a sorozat következő epizódja, a "Baldur's Gate III" .

## Játékmenet
A Baldur's Gate II az Advanced Dungeons & Dragons második kiadásának szabályain alapul. A főküldetések végigjátszása 50-60 óra, az összes mellékküldetéssel együtt kb. 2-300 óra. Összesen hat karaktert irányíthatunk, akik közül az egyik a főhősünk, az ő halálával véget ér a játék és újra kell töltenünk a mentett állásunkat. Hasonlóképpen az első részhez karaktergenerálással kezdődik a játék, melyben meghatározhatjuk többek között főhősünk nevét, nemét, faját, karakterosztályát, képességeit és beállítottságát. Arra is lehetőség van, hogy a Baldur's Gate-ből, illetve annak kiegészítőjéből, a "Tales of the Sword Coast"-ból importáljuk a korábbi karakterünket. Mellé öt társat vehetünk fel, akik között feszültség és románc is kialakulhat, illetve mellékküldetést is adhatnak. A társak egymással is képesek kommunikálni, illetve ha valakivel beszélgetünk, bele is tudnak szólni a beszélgetésbe.
A nézőpont izometrikus, a képernyő pedig nincs a karakterekhez kötve, szabadon mozgatható. A fel nem fedezett területek feketék, illetve a felfedezett, de be nem látott területeket köddel borítja a játék. A karakterek váltogathatják a formációt is, amelyben haladnak - ez történhet egy adott pályán belül, illetve a térkép legszélére haladva a világtérképre kerülünk ki.
A játék valós idejű, azonban egy gombbal megállítható, és ilyenkor is ki lehet adni parancsokat. A pályákon található karakterekkel való interakció is többféle lehet: a barátságos vagy semleges szereplőkkel beszélgetni illetve cserélni tudunk, az ellenségeseket pedig megtámadhatjuk. A küldetések során tapasztalati pontokat gyűjthetünk, melyekből bizonyos mennyiség elérése után szintet léphetünk. Ugyanígy változik a hírnevünk is, mely a nemjátékos karakterek hozzáállását változtatja meg velünk szemben. Karaktereinknek időnként pihennie is kell, máskülönben kimerültek lesznek, és ilyenkor tudják memorizálni a varázsigéket is. Közel 300 varázsige áll rendelkezésre a játékban. A kezelőfelületről érhető el a napló, a tárgytároló, a jegyzetek, a karakterlap, illetve a varázskönyv.
Karaktereink tizenegy osztályba sorolhatóak, az előző epizódhoz képest három új érkezett: a barbár, a szerzetes és a varázsló. Minden osztálynak megvannak a maga előnyei és korlátai, és ezen belül specializálódni is tudnak, amelyek további előnyökkel vagy hátrányokkal járhatnak. A játék bizonyos pontjától kezdve elfoglalhatunk erődöket is.

## Cselekmény
Hasonlóan az első részhez, a történet ezúttal is Faerûn szubkontinensén játszódik, mégpedig Amn királyságában, amely Baldur Kapujától délre fekszik. A főváros Athkatla, amelyet a Hatok Tanácsa ural, de az Árnyéktolvajok szövetsége is befolyásos frakció. Athkatla mellett azonban más városokba is eljuthatunk, sőt az asztrálsíkba is, emellett a térképeken találhatóak felfedezésre váró helyek.
A történet egy évvel az előző rész után folytatódik (völgyi időszámítás szerint 1369-ben). Hősünket és csapatát fogságba ejtették: egy ketrecben ébredünk, ahol egy varázsló, aki tudatában van különleges származásunknak, kísérletezni akar rajtunk. Még mielőtt hozzákezdhetne, az Árnyéktolvajok rajtaütnek a komplexumán, ezért el tudunk menekülni. Imoen, akit az előző részből is ismerhettünk, ment ki minket, valamint Jaheirát és Minsc-ket, akik szintén foglyok voltak. Minsc boszorkányát megölték, Jaheira férjét pedig halálra kínozták. Mint kiderül a kifelé vezető út során, rejtélyes bebörtönzőjük neve Jon Irenicus. Mikor kijutnak Athkatla városába, Irenicus épp harcol. Imoen nekitámad, minek hatására megjelenik a mágusok szövetségének pár tagja, és közlik, hogy mivel mind Imoen, mind Irenicus jogosulatlanul használtak mágiát, mindkettejüket őrizetbe veszik, ezután elteleportálnak velük.
Egy Gaelan Bayle nevű férfi a tolvajok szövetségétől felajánlja, hogy segít nekünk megtalálni őket, 20000 aranyért cserébe. Ugyanekkor egy rivális csoportosulás, a vámpír Bodhi vezetésével ugyanezt az ajánlatot teszi nekünk, és csak a játékoson múlik, hogy melyikük ajánlatát fogadja el. A pénz összegyűjtése érdekében küldetéseket kell teljesítenünk. Ezalatt Irenicust és Imoent egy szigetbörtönbe, Spellholdba viszik, ahol Irenicus hamar kiszabadul béklyóiból és kísérletezni kezd Imoenen. Ha a kalandozócsapat sikeresen teljesítette az előfeltételeket, egy hajó segítségével eljutnak Spellholdba, ahol azonban addigra a hatalmat teljesen átvette Irenicus, és őket is fogságba ejtette - mint kiderül, végig ez volt a terve. Hősünkön egy rituálét akar elvégezni, megkaparintva a lelkét. Imoenen, aki szintén Bhaal ivadéka volt, a szertartást már elvégezte, a lélek pedig Bodhihoz került, akiről kiderül, hogy Irenicus testvére. Bodhi elhagyja a csapatot a Spellhold alatti labirintusban, és amikor szembeszállnának vele, a lélek nélkül maradt főhősünk egy szörnyeteggé változik, Bhaal egyik avatárjává. Bodhi elmenekül, hogy értesítse Irenicust, ezalatt visszaváltozik. A csapat követhi Bodhit, és az Underdark közelében elérik a felszínt.
Odafent Suldanessellar tündevárosának hadseregébe botlanak, akik nem tudnak hazatérni, mert Irenicus eltüntette a városukat. Ezért először is vissza kell szereznünk a Rhynn Lanthorn nevű varázstárgyat Bodhitól. Bodhi halálával Imoen visszakapja a lelkét, és Suldanessellar is újra megjelenik, amelyet azonban Irenicus és kegyencei lerohantak. A varázsló terve az Élet Fájának energiájának kiszipolyozása, amely a város pusztulásával járna együtt. Hiába győzzük le Irenicust, mivel még mindig nála van a főhősünk lelke, ezért magával ránt minket a pokolra. Ott még egyszer le kell őt győznünk, és csak így juthatunk a felszínre, ahol a tündék várnak minket.

## Fejlesztés
A játékot, hasonlóan az első részhez, a BioWare fejlesztette és a Black Isle Studios közreműködésével az Interplay adta ki. Daniel Walker emlékének ajánlották, aki a fejlesztőjük volt és 1999-ben meghalt.
A Baldur's Gate volt a Bioware egyik első játéka, és a fejlesztés során szerzett tapasztalatokat felhasználták a második résznél is. Az első idején komolyan korlátozta őket, hogy a játékmotort párhuzamosan kellett fejleszteniük, erre ezúttal nem volt szükség, így gyakorlatilag minden idejüket a játék csiszolására fordíthatták. A cél az volt, hogy minden téren jobb játékot alkossanak, amely nemcsak a már meglévő rajongók igényeit elégíti ki, de új rajongókat is tud szerezni a sorozatnak, akik esetleg soha nem is játszottak az első résszel.
A fejlesztés 1999 januárjában kezdődött, a beérkezett észrevételek és tapasztalatok figyelembevételével. A játék immár támogatta a 800x600-as, vagy annál is magasabb felbontást, támogatta a 3D gyorsítókártyákat, többjátékos módban a játékot meg nem állító beszélgetéseket, lecsatolható interfész-paneleket, karakterkészleteket, két fegyver használatát egy-egy kézben, átdolgozásra került a napló és immár jegyzetelni is lehetett a térképre, bekerült a többjátékos módba a deathmatch, és újabb AD&D lények, például a sárkányok is. Emellett csak néhány apróságot vágtak ki: többek között végül ilyen lett a deathmatch is, a többjátékos módban a játékot meg nem állító párbeszédekkel pedig ugyan sok gond volt, de végül benn maradhattak. A motor útkereső rutinján is csiszoltak, immár odébb lehetett küldeni az utat elálló karaktereket, ha akadályoztak a továbbhaladásban. Ugyanezen okból kifolyólag a labirintusok folyosói is szélesebbek lettek. A karakterek interakció esetén rövidebben beszélnek, minimális káromkodással és szlenggel, és igyekeztek minden párbeszédnél legalább háromféle választási lehetőséget kidolgozni.
A játék végül 2000 szeptemberében jelent meg, az Egyesült Államokban egy héttel korábban. Megjelent egy gyűjtői kiadás is, ehhez szövettérkép, nyolc cserélhető kártya, egy Black Isle írótábla, és egy bónusz CD járt. 2001 októberében a játék Mac OS portot kapott.

## Öröksége
2001 júniusában megjelent a "Baldur's Gate II: Throne of Bhaal" című kiegészítő, amely befejezte a történetet. Számos újítás került be, többek között egy teljesen új labirintus, a Watcher's Keep, egy új karakterosztály és új specializáció, valamint a szintlépés korlátját is feljebb emelték. 2013-ban a "Baldur's Gate II: Enhanced Edition"-ben a játék remasterelt változatban is kiadásra került, a kiegészítővel együtt. Ez a változat hivatalosan nem foglalja magában a játék magyar fordítását, habár letölthető az internetről egy befejezetlen változata.
2000-ben Philip Athans megírta a játék regényváltozatát, amely Abdel, az egyik utolsó Bhaal-ivadék történetét követi.
Befejezését követően a Black Isle Studios már 2001-ben elkezdte a "Baldur's Gate III: The Black Hound" fejlesztését, Jefferson munkacímen. A vadonatúj, háromdimenziós grafikus motorral készülő játék végül sosem jelent meg, mert az Interplay 2003 decemberében bezárta a fejlesztőstúdiót, így a Fallout 3-mal együtt ez a játék is törlésre került. 2023-ban a Larian Studios gondozásában jelent végül meg a "Baldur's Gate III".